# Christoph Schneider

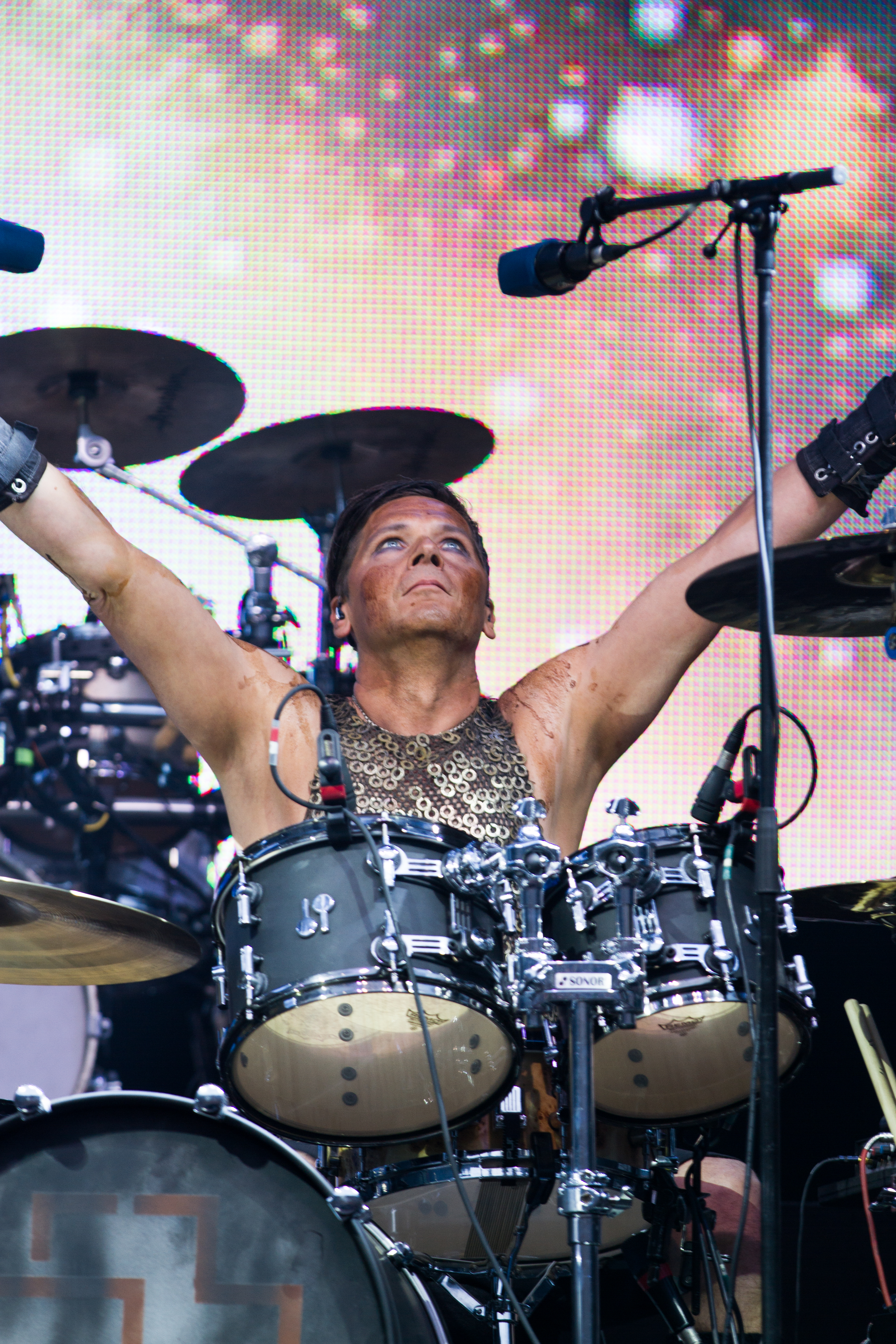
Christoph Schneider (2015)

Christoph Schneider (* 11. Mai 1966 in Pankow, Ost-Berlin) ist ein deutscher Musiker. Bekannt ist er als Schlagzeuger der Metal-Band Rammstein.

## Leben und musikalischer Werdegang
Seine Mutter Antje ist Künstlerin, sein Vater war der Opernregisseur und Hochschullehrer Martin Schneider.
Die Eltern unterrichteten ihn im Klavierspiel. Auf einer Musikschule lernte er Trompete spielen. Er spielte lange Zeit in einem Orchester. Später zog seine Familie um, so trat er aus dem Orchester aus. Sein erstes Schlagzeug baute er sich aus Eimern und Metallbaukästen. Auch wenn es Schneiders Eltern missfiel, dass er Schlagzeug lernen wollte, schenkten sie ihm dennoch ein Schlagzeug, als er 14 Jahre alt war.
Seine ersten Banderfahrungen machte er ab 1984 in Schülerbands. Im Alter von 16 Jahren spielte er gemeinsam mit dem gleichaltrigen Steve Binetti, der damals Schneider zufolge noch Stefan Bieniek hieß, in der Combo Sam's Dice Group. Diese Band suchte sich laut Schneider ihren Namen nach einem Song von Jimi Hendrix aus.
Mit 16 Jahren verließ er die weiterführende Schule und absolvierte eine Lehre als Funk- und Fernmeldemechaniker. Während dieser Zeit begegnete er auch erstmals seinem späteren Rammstein-Kollegen Paul Landers, der die gleiche Ausbildung machte, ohne jedoch wirklich mit ihm in Kontakt zu kommen.
1984 trat er seinen Wehrdienst an, womit er das einzige Rammstein-Mitglied mit Armeeerfahrung ist. Nachdem er der NVA den Rücken gekehrt hatte, spielte er ab 1988 in diversen kleinen Independent-Bands mit, unter anderem bei Keine Ahnung und dem nur kurz bestehenden Projekt Frechheit. Als die Band Die Firma einen Schlagzeuger suchte, stieg er dort ein. Dort traf er erneut auf Landers, der sowohl bei Die Firma als auch parallel bei der Funpunk-Band Feeling B Gitarre spielte. Über die ersten Zusammentreffen mit Landers sagte Schneider:

„Feeling B hatte ich das erste Mal 1983 gesehen. Ich war zu der Zeit in der Lehre als Facharbeiter für Nachrichtentechnik. Paul lernte denselben Beruf, war aber ein Lehrjahr weiter. (…) Paul kannte ich lose, wir wussten, wer wir sind, aber ich glaube, der fand mich doof. Bei der Firma haben wir uns richtig kennengelernt. So bin ich bei Feeling B gelandet.“

Ab 1990 war Schneider immer wieder Gast-Schlagzeuger bei Feeling B, in der neben Landers auch der heutige Rammstein-Bandkollege Christian „Flake“ Lorenz spielte. An der Realisierung des dritten Feeling-B-Albums Die Maske des roten Todes war er maßgeblich beteiligt, zudem hatte er auch am nicht mehr erschienenen vierten Album intensiv mitgearbeitet. Er bereiste mit Landers, Lorenz und Feeling-B-Sänger Aljoscha Rompe sowie dem bandeigenen (heutigen Rammstein-)Tontechniker Andreas Vadda Vater im Jahr 1993 die USA, mit dem Ziel, dort zu touren. Um spielen zu können, lieh sich Schneider Schlagzeuge von örtlichen Bands aus. Tatsächlich gab die Band mehrere Konzerte, insgesamt aber eher mit mäßigem Erfolg. Nach einem Schneider zufolge besonders chaotischen Feeling-B-Konzert im studentischen bc-Club in Ilmenau stieg er 1993 verärgert aus der Band aus.
1994 lebte Christoph Schneider zusammen mit Oliver „Ollie“ Riedel und Richard Z. Kruspe in einer Wohngemeinschaft im Osten Berlins.
Sie gründeten gemeinsam mit Till Lindemann das anfangs noch englischsprachige Bandprojekt Tempelprayers – später sollte es in Rammstein umbenannt werden – und nahmen in Berlin an einem Wettbewerb für junge Bands teil. Sie gewannen und erhielten damit eine Aufnahmewoche in einem professionellen Tonstudio, die im Frühjahr 1994 stattfand.
Als Lindemann und Kruspe sich dafür aussprachen, Paul Landers als fünftes Mitglied aufzunehmen, war Schneider zunächst dagegen, da er diesen bei Feeling B als „anstrengenden Typen“ empfunden hatte. Am Ende akzeptierte er dies jedoch, da die alten Feeling-B-Kollegen ihm auch „ans Herz gewachsen waren“, wie er sagte. Als sechstes Mitglied kam schließlich Feeling-B-Keyboarder Lorenz dazu, zusammen veröffentlichten sie 1995 ihr erstes Album.

### Rolle bei Rammstein
Christoph Schneider gilt seinem Bandkollegen Flake zufolge als diszipliniertestes und uneitelstes Mitglied der Band. So schrieb Flake 2017 in seinem Buch Heute hat die Welt Geburtstag über ihn:

„… Er spielt wie eine Maschine. Nur besser. Es ist eine Freude. Zu unserem Glück haben wir einen Trommler, der sich nicht in jedem Lied verwirklichen will. … Aber der Trommler ist das Herz der Band. Er hält die Band und das Lied zusammen. Und das geht mit einfachen, klaren Rhythmen natürlich am besten. Schneider besitzt die dafür nötige Disziplin.“

Lorenz zufolge könne dies seinen Ursprung darin haben, dass Schneider als einziges Bandmitglied zu DDR-Zeiten seinen Militärdienst abgeleistet hat und dort Durchhaltevermögen erlernt habe. Alle anderen Rammstein-Musiker hätten nie die Erfahrung gemacht, sich unterordnen zu müssen.

## Instrument
Schneider spielte nach eigenen Angaben zu Beginn seiner Karriere bei Rammstein auf einem Schlagzeug des amerikanischen Herstellers DW, das er sich kurz nach dem Mauerfall im Jahr 1989 selbst gekauft hatte. Das erste Rammstein-Album Herzeleid spielte er damit ein. Dieses Schlagzeug steht heute in Berlin im Homestudio von Schneiders Bandkollegen Richard Kruspe, dem Leadgitarristen von Rammstein.
Die folgenden Jahre verwendete er Drums des japanischen Herstellers Tama sowie Becken der Firma Meinl. Er wechselte 2008 schließlich zum deutschen Drum-Hersteller Sonor und zu kanadischen Sabian-Becken.
Im Januar 2018 teilte DW mit, das Unternehmen werde Schneider ab sofort als alleiniger Endorser mit Drums, Hardware und Pedalen versorgen.

## Sonstiges

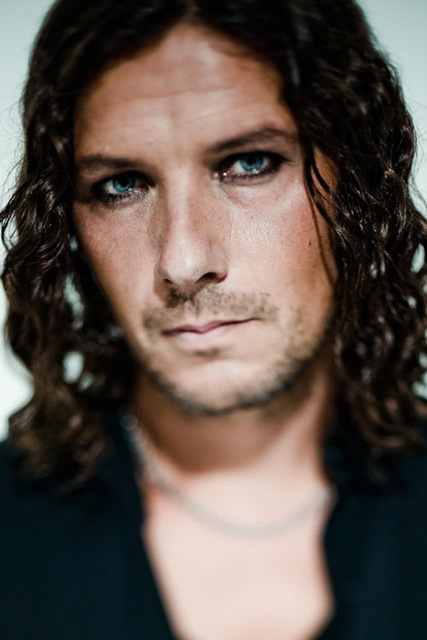
Christoph Schneider im Jahr 2010

In einem Interview-Podcast erzählt Christoph Schneider, dass seine Mutter (Musiklehrerin) ihm drei Instrumente (Trompete, Posaune, Klarinette) zur Auswahl gab, um eines an einer Musikschule zu erlernen. Er entschied sich für die Trompete und spielte schon nach einem Jahr in einem Jugendorchester. Außerdem spielt er Geige, Gitarre und Klavier. Das Schlagzeugspiel lernte er autodidaktisch.
Schneiders zwei Jahre jüngere Schwester Constanze war zeitweise die Designerin der Bühnenkostüme von Rammstein. So wirkte sie als Kostümbildnerin für die 1998er Tour mit, während der zwei Auftritte der Band in der Ost-Berliner Kindl-Bühne Wuhlheide gefilmt und später als CD und DVD Live aus Berlin veröffentlicht wurde.
Christoph Schneider wird zumeist einfach „Schneider“ genannt. Aus früheren Zeiten kursiert der Spitzname „Doom“. Als Schneider im Jahre 1993 einen Namen für die GEMA brauchte, schlug Paul Landers „Doom“ vor, weil sie gerne das gleichnamige Computerspiel spielten. Mittlerweile distanziert sich Schneider von dieser Namenswahl.
Schneider war textlich am Song Alter Mann auf dem Album Sehnsucht von 1997 beteiligt. 1999 spielte er zusammen mit Rammstein-Sänger Till Lindemann im Film Pierre oder Der Kampf mit der Sphinx (französischer Originaltitel: Pola X) in einer kleinen Szene mit.
2003 zeichnete er gemeinsam mit Rammstein-Gitarrist Paul Landers für den Sauerkraut Remix des Marilyn-Manson-Songs mOBSCENE verantwortlich.
Im Jahr 2011 schnitt sich Schneider auf Wunsch seiner Bandkollegen seine bis dato etwa schulterlangen Haare kurz – seine Frisur, so meinten die Musiker, habe seine Spielweise beeinflusst und ihn zu „metallastig“ trommeln lassen.
Schneider gehört zu den finanziellen Unterstützern des Berliner Kinder- und Jugendtheaters „Murkelbühne/Meine Bühne – Dein Theater“. Er ist verheiratet und Vater dreier Söhne.